# Sarykopa
Sarykopa je slané jezero v Kostanajské oblasti v Kazachstánu. Leží v centrální části Turgajské úžlabiny. Je protáhnuté ze severu na jih v délce 53 km. Má rozlohu 336 km².

## Pobřeží
Západní břeh je mírný, východní je vysoký 5 až 10 m. Jezero se skládá z několika vodních ploch spojených průlivy.

## Vodní režim
Zdroj vody je sněhový. Do jezera ústí řeky Saryozen a Teke. Výška hladiny jezera nestálá.